# Músculo abdutor do mínimo

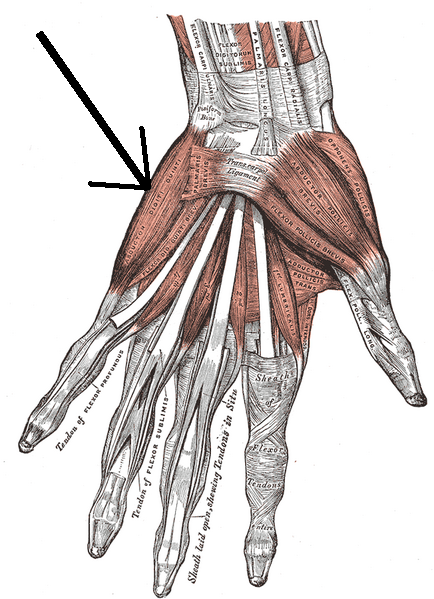
Músculo abdutor do dedo mínimo da mão

O músculo abdutor do mínimo é um músculo da mão.

## Referência
DÂNGELO, José Geraldo & FATTINI, Carlo Américo. Anatomia básica dos sistemas orgânicos: com a descrição dos ossos, junturas, músculos, vasos e nervos. São Paulo: Editora Atheneu, 2004.